# Odznaka „Znak Pancerny”

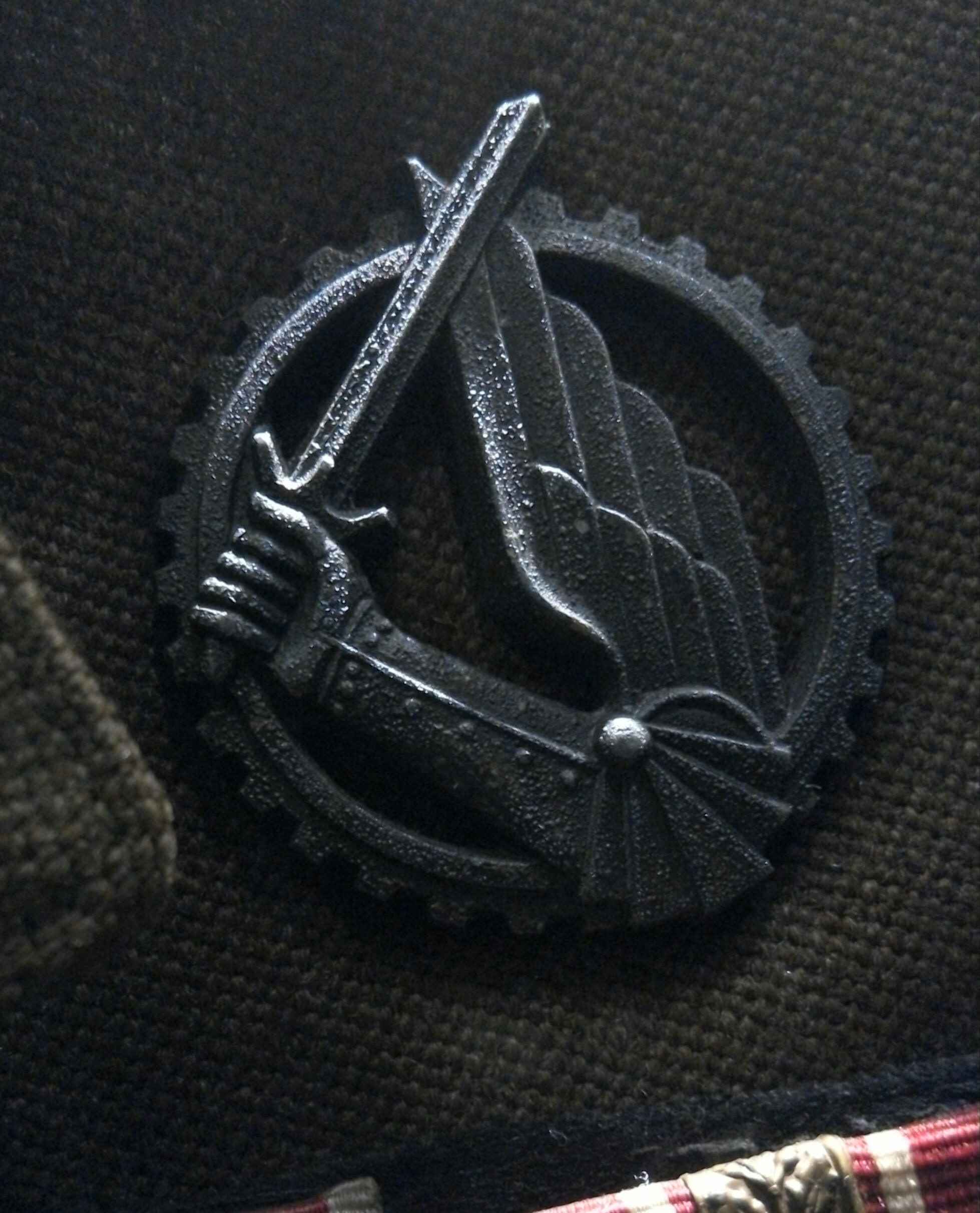
Znak na mundurze galowym

„Znak Pancerny” – odznaka żołnierzy broni pancernych II RP, w tym także żołnierzy broni pancernych Polskich Sił Zbrojnych.

## Historia
3 listopada 1932 roku Minister Spraw Wojskowych, marszałek Polski Józef Piłsudski zatwierdził „wzór i regulamin «znaku pancernego» jako odznaki dla żołnierzy formacji pancernych”. Jednocześnie „zamknął nadawanie odznaki oficera czołgów”.
Odznakę stanowi uskrzydlona ręka w pancerzu, z mieczem w dłoni, umieszczona w kole zębatym. Odznaka została wykonana w srebrze przez Wiktora Gontarczyka, w srebrzonym tombaku dla podoficerów i szeregowych wykonywał również Stanisław Reising z Warszawy. Rewers gładki, z wybitymi inicjałami grawera „W. G.” oraz puncą srebra; gwint gruby, calowy. Znak ten noszono również w Polskich Siłach Zbrojnych na Zachodzie i tam produkowali firma Kirkwood and Son z Edenburga oraz firmę Steinhauer z Ludenschein.
Znak Pancerny nadawał Minister Spraw Wojskowych na wniosek dowódcy broni pancernych. W latach 30. XX wieku nadania znaków były ogłaszane w Dzienniku Personalnym Ministerstwa Spraw Wojskowych:
- Nr 4 z 19 marca 1933 roku (znaki nr 1-242)[2],
- Nr 13 z 11 listopada 1933 roku (znaki 243-602 oraz 17 odznak honorowych nadanych polskim żołnierzom i obywatelom)[3],
- Nr 13 z 11 listopada 1934 roku (znaki nr 645-792 oraz 50 odznak honorowych nadanych 13 polskim żołnierzom i obywatelom oraz 37 oficerom Armii Rumuńskiej)[4],
- Nr 12 z 11 listopada 1935 roku (znaki nr 793-931 oraz 22 odznaki honorowe nadane oficerom, pracownikom cywilnym i osobom cywilnym)[5],
- Nr 2 z 11 listopada 1936 roku (znaki nr 934-1008 oraz 4 odznaki honorowe nadane polskim inżynierom)[6].

Znak noszony był na mundurze, na środku lewej piersi, jeden centymetr nad linią pierwszego guzika. Znak był też umieszczany na sztandarach wojskowych zamiast cyfry Pułku, proporcach strzeleckich i proporcach nagrodowych oraz odznakach pamiątkowych oddziałów broni pancernej.
Odznaka przysługiwała wszystkim żołnierzom formacji pancernych, którzy w okresie od dnia 11 listopada 1918 roku do 31 października 1920 roku przesłużyli minimum 6 miesięcy na froncie albo 12 miesięcy w czasie wojny, jak również tym, którzy ukończyli kurs czołgów, samochodów pancernych, pociągów pancernych bądź szkołę podoficerską formacji pancernych, a wreszcie wybitnie zasłużonym dla wojsk pancernych żołnierzom tych formacji. Odznakę honorowo mogli otrzymać polscy lub cudzoziemscy żołnierze, osoby cywilne oraz jednostki szczególnie zasłużone dla broni pancernych.
Znaku pozbawiano na podstawie dyskwalifikacji przez Oficerski Sąd Honorowy, względnie wskutek zasądzenia przez sąd wojskowy lub cywilny za czyny hańbiące.

## Odznaczeni „Znakiem Pancernym”
Żołnierze uhonorowani Znakiem Pancernym. W nawiasie podano numer odznaki. Stopnie wojskowe są aktualne w chwili nadania odznaki:

- śp. ppłk dypl. Włodzimierz Bochenek (1)
- ppłk Władysław Liro (2)
- mjr Bolesław Stefan Babecki (3)
- mjr rez. Stanisław I Jackowski (4)
- mjr Tadeusz Antoni Janowski (5)
- mjr rez. Aleksander Józefowicz (6)
- mjr Stanisław Kardaszewicz (7)
- mjr dypl. Antoni Marian Korczyński (8)
- mjr Karol Krzyżanowski (9)
- mjr Tomasz Kuśmierek (10)
- śp. mjr Mieczysław Seweryn Nowicki (11)
- mjr Jan Emil Pelikan (12)
- mjr Michał Piwoszczuk (13)
- kpt. Stefan Szczęsny Bieganowski (14)
- kpt. dypl. Henryk Marian Bogdan Dawidowski (15)
- kpt. Julian Tomasz Głowacki (16)
- kpt. dypl. Józef III Jasiński (17)
- kpt. posp. rusz. Władysław Jenkner (18)
- kpt. st. spocz. Bogdan Jeżewski (19)
- rtm. Edward Karkoz (20)
- kpt. st. spocz. Roman Karwat (21)
- kpt. st. spocz. Władysław Kohutnicki (22)
- rtm. Stanisław Bolesław Kowalczewski (23)
- kpt. dypl. Tadeusz Adam Majewski (24)
- kpt. Włodzimierz Paczoski (25)
- ś.p. kpt. Józef Wincenty Piasecki (26)
- kpt. Bronisław Rafalski (28)
- kpt. Wiktor Jan Szypiński (32)
- kpt. Jan Roch Ulejczyk (33)
- ś.p. kpt. Sławomir Użupis (34)
- ś.p. por. Stanisław Małagowski (42)
- ogn. Piotr Majnosz (87)
- plut. Jan Łyczko (104)
- śp. Jan Łabędzki (240)
- śp. maszynista Władysław Maleta (241)
- śp. Stanisław Wojciechowski (242)
- gen. bryg. Wilhelm Orlik-Rückemann (243)
- płk Tadeusz Kossakowski (244)
- płk dypl. Mieczysław Rawicz-Mysłowski (245)
- ppłk Zygmunt Fischer (246)
- ppłk Józef Koczwara (247)
- ppłk Rudolf Kostecki (248)
- ppłk Stefan Mazurkiewicz (249)
- ppłk dypl. Jan Naspiński (250)
- mjr piech. Konstanty Piotr Jabłoński (258)
- mjr kaw. Bolesław Kentro (259)
- mjr dypl. kaw. Zygmunt Miłkowski (260)
- mjr kaw. Jan Skawiński (261)
- ś.p. mjr Władysław I Trzeciak (262)
- mjr art. Kazimierz August Wojtar (263)
- mjr dypl. sap. Ryszard Włodzimierz Zyms (264)
- rtm. Leonard Furs-Żyrkiewicz (272)
- rtm. Franciszek Szystowski (286)
- ppłk Felicjan Madeyski (500)
- inż. Gustaw Testar-Obalski (501)
- mjr inż. Egon Krulisz (503)
- mjr dypl. Jerzy Levittoux (506)
- kpt. Stanisław Hieronim Milli (525)
- por. piech. Romuald Werakso (551)
- st. sierż. rez. Piotr Zając (602)
- ppłk dypl. Stanisław Habowski (793)
- kan. rez. Franciszek Wosiński (931)
- mjr Aleksander Molwicz (934)
- mjr inż. Romuald Prewysz-Kwinto (935)
- szer. rez. Wojciech Leśko (1008)
- kpt. Stanisław Szostak

Odznaki honorowe otrzymali:

- minister Mirosław Arciszewski
- gen. dyw. inż. Leon Berbecki
- gen. dyw. Tadeusz Piskor
- gen. dyw. Kazimierz Fabrycy
- gen. bryg. dr Felicjan Sławoj Składkowski
- gen. bryg. Mieczysław Trojanowski
- gen. bryg. Wacław Wieczorkiewicz
- gen. bryg. Tadeusz Kasprzycki
- gen. bryg. Władysław Langner
- gen. bryg. dr Bolesław Wieniawa-Długoszowski
- płk dypl. Juliusz Kleeberg
- płk dypl. st. spocz. Mieczysław Ścieżyński
- ppłk dypl. Karol Hodała
- ppłk Patryk O’Brien de Lacy
- ppłk Władysław Spałek
- kpt. Rudolf Gundlach
- inż. Tadeusz Piechowski
- inż. Stanisław Przegaliński